# Binche-Chimay-Binche 2023
La Binche-Chimay-Binche 2021 - Mémorial Frank Vandenbroucke, ventiseiesima edizione della corsa e valida come prova dell'UCI Europe Tour 2023 categoria 1.1, si svolse il 3 ottobre 2023 su un percorso di 198,6 km, con partenza e arrivo da Binche, in Belgio. La vittoria fu appannaggio dell'italiano Luca Mozzato, il quale completò il percorso in 4h22'54", alla media di 45,325 km/h, precedendo il belga Edward Theuns e il danese Søren Kragh Andersen.

## Squadre e corridori partecipanti
| N.      | Cod. | Squadra                  |
| ------- | ---- | ------------------------ |
| 1-7     | SOQ  | Soudal Quick-Step        |
| 11-17   | ADC  | Alpecin-Deceuninck       |
| 21-27   | ACT  | AG2R Citroën Team        |
| 31-37   | COF  | Cofidis                  |
| 41-47   | LTD  | Lotto Dstny              |
| 51-56   | ICW  | Intermarché-Circus-Wanty |
| 61-67   | GFC  | Groupama-FDJ             |
| 71-76   | ARK  | Team Arkéa-Samsic        |
| 81-87   | LTK  | Lidl-Trek                |
| 91-97   | UAD  | UAE Team Emirates        |
| 101-107 | BWB  | Bingoal WB               |

| N.      | Cod. | Squadra                           |
| ------- | ---- | --------------------------------- |
| 111-117 | IPT  | Israel-Premier Tech               |
| 121-127 | TEN  | TotalEnergies                     |
| 131-137 | UXT  | Uno-X Pro Cycling Team            |
| 141-147 | HPM  | Human Powered Health              |
| 151-157 | TFB  | Team Flanders-Baloise             |
| 161-167 | EUS  | Euskaltel-Euskadi                 |
| 171-177 | VRL  | Van Rysel-Roubaix Lille Métropole |
| 181-187 | LTP  | Leopard TOGT Pro Cycling          |
| 191-197 | GDM  | Matériel-vélo.com                 |
| 201-206 | BCY  | BEAT Cycling                      |

## Ordine d'arrivo (Top 10)
| Pos. | Corridore         | Squadra       | Tempo    |
| ---- | ----------------- | ------------- | -------- |
| 1    | Luca Mozzato      | Arkéa         | 4h22'54" |
| 2    | Edward Theuns     | Lidl          | s.t.     |
| 3    | S. Kragh Andersen | Alpecin       | s.t.     |
| 4    | Matteo Trentin    | UAE           | s.t.     |
| 5    | Dries Van Gestel  | TotalEnergies | s.t.     |
| 6    | Arnaud De Lie     | Lotto         | a 3"     |
| 7    | Florian Sénéchal  | Soudal        | s.t.     |
| 8    | Mike Teunissen    | Intermarché   | s.t.     |
| 9    | Hugo Hofstetter   | Arkéa         | s.t.     |
| 10   | Arne Marit        | Intermarché   | s.t.     |